# Lophosquilla makarovi
Lophosquilla makarovi is een bidsprinkhaankreeftensoort uit de familie van de Squillidae. De wetenschappelijke naam van de soort is voor het eerst geldig gepubliceerd in 1995 door Manning.